# 353 av. J.-C.
Cette page concerne l'année 353 av. J.-C. du calendrier julien proleptique.

## Événements
- Hiver 354-353 av. J.-C. : Thèbes envoie en Asie 5 000 hoplites au secours du satrape révolté Artabaze sous la direction du stratège Pamménès[1].
- Hiver/printemps : Philippe entreprend la conquête des cités de la côte thrace alliées à Athènes. Il prend Abdère et Maronée mais échoue devant Néapolis secourue par Charès[2].

- 6 avril (23 avril du calendrier romain) : début à Rome du consulat de Caius Sulpicius Peticus (IV) et Marcus Valerius Publicola (II). Titus Manlius est nommé dictateur pour lutter contre Caere qui soutient Tarquinia ;  Rome annexe la ville qui obtient le statut de civitas sine suffragio[3].
- Printemps : le général athénien Charès obtient l’alliance du roi thrace Kersobleptès avec Athènes[4].
- Juillet : à Syracuse, Callipe est renversé par les fils de Denys l’Ancien et d’Aristomachè (de), Hipparinos (de) et Nysaeos (de) qui exercent la tyrannie jusqu’à ce que Denys le Jeune reprenne le pouvoir en 346 av. J.-C.[5]
- Été : Charès détruit la cité grecque de Sestos et installe deux clérouquies athéniennes en Chersonèse[4].

- En Chine, victoire décisive de Qi contre Wei à la bataille de Guiling[6].
- Mentor de Rhodes et son frère Memnon de Rhodes, qui dirigent l'armée du satrape Artabaze en révolte contre Artaxerxès III, sont battus en Asie Mineure par les Perses (353/352 av. J.-C.). Mentor s'enfuit en Égypte tandis qu'Artabaze, Memnon et son épouse Barsine, la fille du satrape, se réfugient auprès du roi de Macédoine, Philippe II, à Pella[7].

## Décès
- Mausole, satrape de Carie.
- Cléarque, tyran d'Héraclée du Pont, assassiné. ⋅